# Elektrownia wodna Zlatoličje
Elektrownia wodna Zlatoličje – elektrownia wodna w Słowenii na rzece Drawie. Należy do firmy Dravske elektrarne Maribor.

## Historia
W 1962 roku został opracowany projekt budowy elektrowni nazywanej roboczo Srednje Drave 1 (później zmieniono nazwę na Elektrownia wodna Zlatoličje). Podczas budowy powstał na terenie gminy Maribor zbiornik o powierzchni 4,5 mln metrów sześciennych. Spowodowało to podniesienie poziomu rzeki Drawy o około 3,5 metra. Dlatego w sąsiednim Mariborze część miasta znalazła się pod wodą. Postanowiono uratować niektóre zabytki takie jak: wieża ciśnień, którą podniesiono o prawie 3 metry.
Budowa została rozpoczęta jesienią 1964 roku, a 24 kwietnia 1969 roku elektrownia została oficjalnie otwarta przez prezydenta Josipa Broz Tito. Była to pierwsza elektrownia kanałowa w Jugosławii i jak podano z okazji 50 rocznicy jej otwarcia w 2019 roku, generowała ona i nadal generuje najwięcej energii elektrycznej wśród wszystkich elektrowni wodnych w Słowenii. Roczna produkcja wynosi 600 milionów kWh.